# Parád

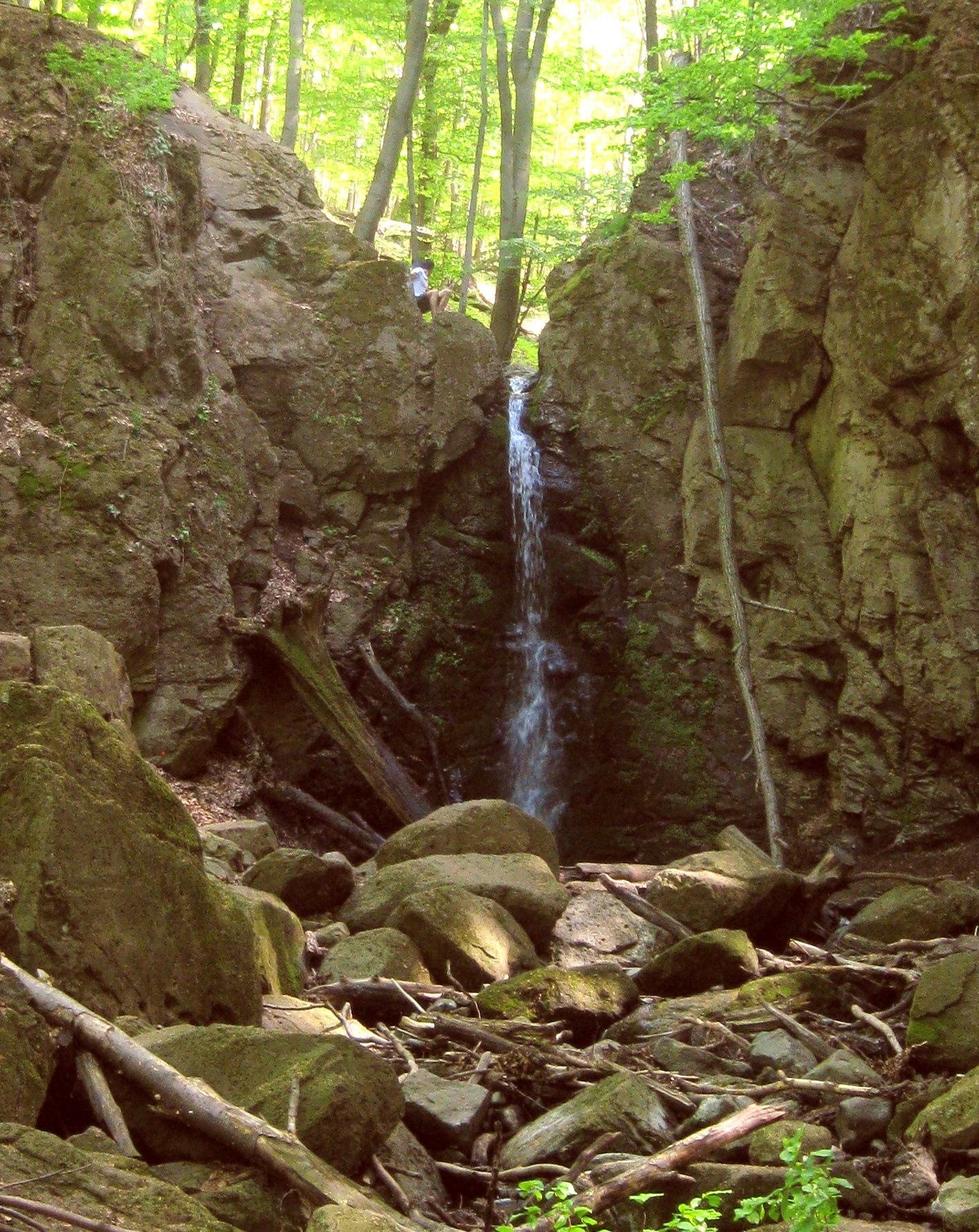
Cascada de Ilona

Parád es un pueblo grande del condado de Heves, Hungría, situado en la cordillera de Mátra, al pie de la ladera norte del pico Kékes, junto al arroyo Parádi-Tarna. Según las estimaciones de 2024, contaba con una población de 1 795 habitantes. El pueblo se encuentra a 6,4 km de la línea ferroviaria n.º 84 Kisterenye–Kál-Kápolna, a 27,9 km de la carretera principal 3 y a 34,5 km de la autopista M3. Aunque la estación de tren de Recsk-Parádfürdő es la más cercana, el transporte público en la línea ferroviaria cesó el 3 de marzo de 2007. La estación de tren más cercana con transporte público está en Gyöngyös, a 26,9 km. El extremo este del pueblo (Parádfürdő) tiene su propio código postal (3244).

## Historia
El asentamiento se menciona por primera vez en un documento de 1506, como Parad. En el siglo XVII, el asentamiento pasó a manos de la familia Rákóczi. El príncipe Francisco II Rákóczi fundó una choza de cristal llamada Parádóhuta, que posteriormente trasladó a Parádsasvár. Los propietarios posteriores transformaron la choza de cristal en una fábrica. La reina María II ordenó un inventario de las aguas minerales del país en 1763. Ferenc Markhot, el médico del condado, descubrió el agua mineral con alumbre, que ya se utilizaba para tratar el dolor, los tumores y las úlceras de piernas. La fábrica de alumbre comenzó a funcionar en 1778. El agua de alumbre se utilizaba principalmente para enfermedades de la piel y erupciones malignas. Gracias al uso del agua, nació una nueva parte del asentamiento: Parádfürdő. 
El primer balneario fue construido en 1795 por el barón József Orczy, el propietario de la finca. András Fáy fue el primer huésped adinerado del balneario, pero Lajos Kossuth también intentó recuperar su salud en los baños. La construcción y el desarrollo continuaron en torno a los baños, y se hicieron cada vez más conocidos. Familias nobles y aristocráticas viajaban a Parád con la esperanza de sanar y fortalecerse física y espiritualmente. Tras la fábrica de vidrio en Parádsasvár, surgieron la fabricación de vidrio, la producción de vasos para baño y el embotellado de agua carbonatada sulfurosa e hidrocarbonada. El arte del vidrio aún se practica hoy en Parád, aunque la fábrica de vidrio ya no existe. En 1803 se instaló un taller de pulido para fabricar vasos de cristal. La iglesia del pueblo se construyó en 1768 y sus frescos en 1966.
El pueblo perteneció a la familia Károlyi durante casi cien años a partir de 1847, quienes enriquecieron el asentamiento con numerosos valores arquitectónicos. El conde György Károlyi construyó el establo de Cifra en 1869, el castillo de Károlyi en 1872 y el hospital de Parádfürdő, según los diseños de Miklós Ybl. En 1971 se inauguró un museo de carruajes en el establo de Cifra. El conde Gyula Károlyi creó un parque en 1883 junto al castillo y lo reconstruyó en 1889. Más tarde, la familia construyó el Hotel Erzsébet Park, frente al hospital, según los diseños de Miklós Ybl en 1893. Junto al hospital se construyó el restaurante Fresco, decorado por Jenő Haranghy en 1937.
La Asociación Mundial de Guías Scouts se formó en la quinta Conferencia Internacional de Guías, celebrada en Parád en 1928. El asentamiento es uno de los centros del grupo etnográfico Palóc. El último recuerdo que se conserva de las construcciones de madera en Mátra es la Casa Palóc, construida en 1770 e incendiada en 2020. Los objetos domésticos de los palóc y otros recuerdos aún son visibles en el museo folclórico, cerca del cual se encuentra la exposición del tallador de madera Joachim Asztalos. La iglesia de Parádóhuta se construyó en el siglo XX y lleva el nombre de Nuestra Señora del Rosario.

## Balneario
En Parádfürdő y sus inmediaciones, existen tres tipos de agua con excelentes efectos curativos. La mina de alumbre se encuentra a unos 100 metros del hospital de Parádfürdő, donde se extrae el mineral y se prepara para su tratamiento. El hospital utiliza el agua curativa de alumbre y hierro para diversos tratamientos. El agua ácida con bicarbonato de azufre es eficaz en caso de enfermedades estomacales e intestinales, diabetes, enfermedades pancreáticas y biliares, estreñimiento crónico y síntomas catarrales (catarro respiratorio-urinario). Se utiliza exclusivamente como bebida y también se puede adquirir parcialmente en comercios. 
En el extremo sureste de Parádóhuta, en el límite del bosque, se encuentra la fuente de agua ácida con hierro y litio (Clarissa, llamada así por la condesa Clarisse Kornis), que aumenta la temperatura del cuerpo con su contenido de ácido carbónico, acelera la circulación sanguínea y es importante en la formación de la sangre debido a su contenido de hierro. Se utiliza como cura oral. El Erzsébet Park Hotel construyó su propia mofeta a 100 m del edificio del hospital en 2010. Para los tratamientos, se utiliza dióxido de carbono casi puro, formado durante la acción posterior del volcán y que brota a la superficie desde una profundidad de 1000 m. La mofeta solo se puede utilizar bajo consejo médico. Se ha demostrado que el tratamiento con gases tiene un efecto beneficioso en seis grupos de enfermedades: hipertensión, enfermedades vasculares cardíacas y periféricas, complicaciones vasculares en diabéticos, afecciones posteriores a cirugía vascular, trastornos óseos, neuralgia y enfermedades crónicas de la piel. También se recomiendan los paseos por el valle de Ilona, que es famoso por su hilera de castaños, la cascada y el manantial de bicarbonato de azufre que lleva el nombre del rey San Esteban.

## Demografía
Según el censo de 2022, el 92,1% de la población era de etnia húngara, el 7,8% gitana, el 0,8% alemana y el 7,6% no quiso responder. La distribución religiosa era la siguiente: 45,7% católicos romanos, 4,0% calvinistas, 0,5% greco-católicos, 14,8% no confesionales y el 32,3% no quiso responder. Los gitanos tienen un gobierno local. 1 783 habitantes viven en las zonas interiores y 13 personas en 3 granjas. La otra zona interior del pueblo es Parádóhuta, a las afueras, a 2,7 km del pueblo, con 170 habitantes.El número de gitanos ha crecido un 2,8% en los últimos 20 años. 
Según las estimaciones de 2024, contaba con una población de 1 795 habitantes.
Población por años:
| Año       | 1870 | 1880 | 1890 | 1900 | 1910 | 1920 | 1930 | 1941 |
| --------- | ---- | ---- | ---- | ---- | ---- | ---- | ---- | ---- |
| Población | 1459 | 1396 | 1733 | 1897 | 1931 | 2040 | 2122 | 2327 |
| Año       | 1949 | 1960 | 1970 | 1980 | 1990 | 2001 | 2011 | 2022 |
| Población | 2138 | 3004 | 2618 | 2553 | 2434 | 2310 | 2155 | 1862 |

## Política
Alcaldes desde 1990 :
- 1990-2010: Oszkár Nagy (independiente, excepto entre 1994 y 1998 cuando fue apoyado por el SZDSZ y el MSZP)[9][10][11][12][13]
- 2010–: József Mudriczki (independiente)[14][15][16][17][18][1]

Como dato interesante, en las elecciones celebradas en el pueblo el 18 de octubre de 1998, hubo un total de 8 candidatos a alcalde, una cifra mucho mayor al promedio nacional.